# Reds LFA
Los Reds de la Ciudad de México (inglés: Mexico City Reds) son un equipo de fútbol americano con sede en la Ciudad de México, México. Los Rojos compiten en la Liga de Fútbol Americano Profesional, la principal liga de fútbol americano en México. El equipo juega sus partidos de local en el Centro Cultural Y Deportivo Borregos.

## Historia

### Comienzos
El equipo se estableció en 2020 como Rojos de Lindavista y se unió al Fútbol Americano de México (FAM) como equipo de expansión para competir en la temporada 2020; sin embargo, la temporada se canceló en marzo de 2020 debido a la pandemia de COVID-19 con solo cuatro juegos jugados (los Rojos tenían un récord de 1-3 en el momento en que se canceló la temporada) .

### Era de Raúl Rivera (2020-presente)
En octubre de 2020, el equipo fue renombrado como Rojos CDMX y Raúl Rivera, quien anteriormente llevó a Pumas CU a varios campeonatos universitarios, fue nombrado entrenador en jefe.
La temporada 2021 de la FAM también fue cancelada debido a la pandemia del COVID-19 y la liga volvió a jugar en 2022. Los Rojos ganaron la temporada 2022 de la FAM después de terminar la temporada regular con un récord de 6-2 y como el segundo mejor equipo. En las semifinales, derrotaron a los Cabo Marlins 40-0 y ganaron la final contra los Parrilleros de Monterrey 21-14.
El 14 de septiembre de 2022, tras la disolución de la FAM, el equipo, ahora rebautizado como Reds, se unió a la Liga de Fútbol Americano Profesional como uno de los tres equipos de expansión antes de la Temporada LFA 2023, los demás siendo Caudillos de Chihuahua y Jefes de Ciudad Juárez. También se anunció que el equipo jugará en el Estadio Jesús Martínez "Palillo".

## Personal
|  | |  |  |  |  |  |
|  | Oficina frontal - Propietario: Carlos Lazo - Presidente – Gabriel Rivera Entrenador - Entrenador – Raúl Rivera |  |  |  |  |  |

## Temporada por temporada
| Estación | Liga | Entrenador  | Temporada regular                                    | Temporada regular                                    | Temporada regular                                    | Temporada regular                                       | postemporada                                            | postemporada                                            | postemporada                                            | postemporada                                         |                                                      |
| Estación | Liga | Entrenador  | Ganado                                               | Perdido                                              | Finalizar                                            | Ganado                                                  | Perdido                                                 | Resultado                                               |                                                         |                                                      |                                                      |
| -------- | ---- | ----------- | ---------------------------------------------------- | ---------------------------------------------------- | ---------------------------------------------------- | ------------------------------------------------------- | ------------------------------------------------------- | ------------------------------------------------------- | ------------------------------------------------------- | ---------------------------------------------------- | ---------------------------------------------------- |
| 2020     | FAM  | Hugo Ibarra | 1                                                    | 3                                                    | 3.º (División)                                       | Postemporada cancelada debido a la pandemia de COVID-19 | Postemporada cancelada debido a la pandemia de COVID-19 | Postemporada cancelada debido a la pandemia de COVID-19 | Postemporada cancelada debido a la pandemia de COVID-19 |                                                      |                                                      |
| 2021     | FAM  | Raúl Rivera | Temporada cancelada debido a la pandemia de COVID-19 | Temporada cancelada debido a la pandemia de COVID-19 | Temporada cancelada debido a la pandemia de COVID-19 | Temporada cancelada debido a la pandemia de COVID-19    | Temporada cancelada debido a la pandemia de COVID-19    | Temporada cancelada debido a la pandemia de COVID-19    | Temporada cancelada debido a la pandemia de COVID-19    | Temporada cancelada debido a la pandemia de COVID-19 | Temporada cancelada debido a la pandemia de COVID-19 |
| 2022     | FAM  | Raúl Rivera | 6                                                    | 2                                                    | 2.º                                                  | 2                                                       | 0                                                       | Ganado Juego de Campeonato FAM (Parrilleros) 21–14      |                                                         |                                                      |                                                      |